# Gabrielle Aplin
Gabrielle Aplin (sinh ngày 10 tháng 10 năm 1992) là một nữ ca sĩ kiêm sáng tác nhạc người Anh. Aplin nhận được nhiều sự chú ý trên cộng đồng mạng khi đăng tải nhiều bài hát trình bày lại từ các ban nhạc như Paramore hay You Me at Six trên hệ thống YouTube.
Kể từ năm 2010, Aplin cho phát hành 3 EP và lưu diễn tại Anh và châu Âu. Vào tháng 2 năm 2012, cô ký hợp đồng cùng hãng Parlophone và bắt đầu thu âm album đầu tay của mình. Cô tiếp tục nhận được sự chú ý từ giới truyền thông khi xuất hiện trong một đoạn quảng cáo trên truyền hình cùng bài hát "The Power of Love" của Frankie Goes to Hollywood. Bài hát đứng đầu UK Singles Chart vào tháng 12 năm 2012. Đĩa đơn tiếp sau, "Please Don't Say You Love Me" được phát hành vào năm 2013, trở thành đĩa đơn thứ hai của cô đạt đến top 10 tại Anh Quốc, Scotland và Úc.
Album phòng thu đầu tay của cô, English Rain được phát hành vào tháng 5 năm 2013 với nhiều đánh giá tích cực, đồng thời đạt đến ngôi Á quân trên UK Albums Chart và phát hành hàng loạt đĩa đơn đạt thành công vừa phải, như "Panic Cord" đạt đến vị trí thứ 19 tại Anh, "Home" và "Salvation". Album hiện đã được chứng nhận đĩa Vàng tại Anh với hơn 100.000 bản được tiêu thụ.

## Sự nghiệp âm nhạc

### 1992–2010: Những năm niên thiếu và bắt đầu sự nghiệp
Aplin được nuôi dưỡng tại một ngôi làng nhỏ tên Sutton Benger, gần Chippenham, là con cả trong một gia đình có hai chị em. Năm lên 11 tuổi, cha mẹ mua tặng cô cây đàn guitar đầu tiên, và chia sẻ rằng âm nhạc của cô được lấy cảm hứng từ những lần nghe bộ sưu tầm nhạc của Joni Mitchell và Bruce Springsteen khi đang trưởng thành. Cô là người hâm mộ nam ca sĩ kiêm sáng tác nhạc Bob Dylan và Leonard Cohen và ban nhạc rock The National. Sau khi chuyển về sống tại Wood Green, Luân Đôn trong khoảng 8 tháng, cô sống tại Richmond cho đến hiện nay.
Cô sau đó theo học Trường Sheldon tại Chippenham, nơi cô mô tả những người bạn học của mình "thuộc tầng lớp trên trung lưu và tôi không nghĩ mình phù hợp với lối sống của họ".
Cô tiếp tục theo học nhạc tại trường City of Bath College, và tham gia vào hãng đĩa riêng của trường mang tên BA1 Records.
Aplin tạo dựng nên một lượng người hâm mộ của mình thông qua việc đăng tải những video trình bày các bài hát lên YouTube. Các video thịnh hành nhất của cô bao gồm bài hát "Home" do cô tự sáng tác, trình bày lại bài hát "The Liar and the Lighter" của You Me at Six, "Teenage Dream" của Katy Perry và "Forget You" của Cee Lo Green. Cô mô tả âm nhạc của mình "rất có thiên hướng về gia đình và rất riêng tư".
Vào tháng 7 năm 2010, Aplin trình diễn trên đài phát thanh địa phương BBC Wiltshire. Sau đó cô cho phát hành một đĩa mở rộng mang tựa đề Acoustic EP gồm 5 bài hát thông qua Cửa hàng iTunes vào ngày 13 tháng 9 năm 2010. EP đạt đến top 25 UK iTunes Album Chart, với ca khúc "Reverse" được sử dụng cho chương trình Made in Chelsea của đài E4.
Cô cũng tham gia lưu diễn để quảng bá cho Acoustic EP vào tháng 9 năm 2010, vòng quanh London, Birmingham, Manchester, Plymouth, Bath và Bristol. Sau sự thành công của chuyến lưu diễn này, cô mở đầu một chuyến khác vào tháng 11 năm 2010 tại Cardiff, Glasgow và Newcastle. Cô tiếp tục đi lưu diễn không lâu sau lần phát hành Acoustic EP vào tháng 11 và tháng 12 năm 2010.

### 2011–12:Never Fade,HomevàBBC Introducing
Đĩa mở rộng thứ hai của cô mang tên Never Fade được phát hành vào ngày 9 tháng 5 năm 2011. Vào tháng 4 năm 2011, Aplin được mời đến trình diễn cho chương trình BBC Introducing tại Maida Vale Studios, nơi cô trình bày ba ca khúc từ Never Fade và trình bày lại bài hát "Fix You" của Coldplay. Phần trình diễn của cô sau đó trở thành một trong số các video có nhiều lượt xem nhất trên kênh YouTube của BBC Introducing.
Aplin cho phát hành EP thứ ba của cô mang tên Home vào ngày 9 tháng 1 năm 2012. Cô mô tả nó là "thứ chân thật nhất mà tôi từng sáng tác và thu âm." Bài hát đầu tiên mang tên "Home" được phát hành trên Cửa hàng iTunes dưới dạng "Đĩa đơn của tuần" và được cho phép tải về miễn phí như là một phần của chiến dịch Nghệ sĩ mới của iTunes vào năm 2012. Nó còn được chơi trên đài BBC Radio 1 và được xuất hiện trong cuối tập 4 của phần 2 loạt phim chính kịch truyền hình của đài BBC One Prisoners' Wives.
Cô tiếp tục lưu diễn nhằm quảng bá cho Never Fade EP vào tháng 5 năm 2011, nơi cô lần đầu xuất ngoại đến Dublin. Cô cũng xuất hiện trong các ngày hội âm nhạc lớn nhỏ, có bao gồm Glastonbury Festival, Secret Garden Party, và Kendal Calling.

### 2012–2014:English Rain
Vào ngày 29 tháng 2 năm 2012, Aplin chính thức ký kết hợp đồng thu âm cùng hãng đĩa Parlophone. Cô bắt đầu thu âm album đầu tay của mình vào tháng 3 và dự định sẽ phát hành nó vào đầu năm 2013. Đĩa đơn đầu tiên theo hãng đĩa lớn của cô mang tên Please Don't Say You Love Me được dự định phát hành vào ngày 10 tháng 2 năm 2013. Aplin cũng cộng tác cùng nhà sản xuất âm nhạc Mike Spencer. Vào tháng 3 và tháng 4 năm 2012, Aplin đi lưu diễn Home vòng quanh Anh Quốc.
Aplin tham gia vào phần nhạc phim cho một chương trình quảng cáo trên truyền hình trong mùa Giáng sinh của John Lewis vào năm 2012, nơi cô trình bày lại bài hát The Power of Love của Frankie Goes to Hollywood Trong một cuộc phỏng vấn, cô chia sẻ rằng: "Tôi lo mọi người không thích mình vì họ quá gắn bó với đĩa đơn gốc. Thế nhưng tôi đã được Holly Johnson tìm gặp nghe ông nói với tôi nhiều điều dễ mến về việc hát bài hát của ông ấy."
Vào ngày 12 tháng 12 năm 2012, Aplin hé lộ tựa đề của album sắp tới mang tên English Rain. Thêm vào đó, cô cho biết thêm về đồ họa của album và ấn định phát hành vào ngày 29 tháng 4 năm 2013.
Aplin được xác định trực tiếp trên đài Radio 1 Chart Show vào ngày 17 tháng 2 về đĩa đơn thứ ba mang tên Panic Cord. Bài hát từng xuất hiện trong đĩa mở rộng Never Fade và được phát hành vào ngày 5 tháng 5 năm 2013, đạt đến vị trí thứ 19 trên UK Single Chart. Vào ngày 12 tháng 3, cô cho biết về danh sách bài hát trong English Rain.
Ngày 13 tháng 5, cô chính thức phát hành English Rain, trễ hơn dự định gần 2 tuần. Album được đón nhận nồng hậu bởi giới chuyên môn, và đạt đến vị trí thứ 2 tại Anh với 35,000 bản được tiêu thụ trong tuần đầu phát hành. Album còn đạt đến top 2 tại Scotland và top 20 tại Ireland.
Ngoài ra, cô còn tham gia trình diễn phụ trong các chuyến lưu diễn của Matt Cardle, Charlie Simpson và Gotye. Cô tham gia hỗ trợ cùng Ed Sheeran trong chuyến lưu diễn của anh tại Úc và New Zealand. Cô tham gia lưu diễn quảng bá cho album của mình và English Rain EP trong "English Rain Tour" tại Newcastle, Manchester, Edinburgh, Birmingham, Norwich, Bristol, Leeds, Nottingham, Cardiff, Bournemouth, London, Oxford, Exeter, Glasgow và Liverpool,
và tại một số địa điểm tại châu Á và tại Bắc Mỹ vào ngày 6 tháng 5.
Cũng vào năm 2013, Aplin chính thức thông báo về hãng đĩa của riêng mình mang tên Never Fade. Nghệ sĩ đầu tiên mà cô ký hợp đồng cùng là nữ nghệ sĩ nhạc folky-jazz Hannah Grace, người theo chân Aplin trong các chuyến lưu diễn sắp tới, cùng nam nghệ sĩ Saint Raymond. Escapade EP của Saint Raymond là lần phát hành đầu tiên của hãng đĩa Never Fade kể từ Home EP của chính Aplin, vào ngày 22 tháng 4 năm 2013.
Vào ngày 6 tháng 5 năm 2014, Aplin cho phát hành English Rain EP tại Hoa Kỳ, với 5 bài hát từ album phòng thu đầu tay của cô cùng phần trình bày lại ca khúc A Case of You' của Joni Mitchell.

### Light Up the Dark(2015–nay)
Tháng 5 năm 2015, Aplin thông báo, album thứ hai của cô sẽ tên là Light Up the Dark. Thông báo ra mắt album cũng tiết lộ tên của một số bản nhạc. Video âm nhạc của bài hát thứ hai trong Light Up the Dark, "Sweet Nothing", được tung ra ngày 6 tháng 8 năm 2015.
Aplin đã xuất hiện trong một vài tạp chí thời trang như Vogue hay GQ. Tháng 9 năm 2015, cô đã ký hợp đồng làm người mẫu, dù cô đã nói trong một buổi phỏng vấn, "Không phải là tôi không muốn làm người mẫu. Nhưng họ chỉ ký hợp đồng với tôi khi cần quảng cáo thứ gì đó có liên quan tới âm nhạc của tôi chứ không phải để phản ánh con người tôi."

## Danh sách đĩa nhạc
- English Rain (2013)
- Light Up the Dark (2015)

## Trong văn hóa đại chúng
- Bài hát "Start of Time" từng xuất hiện trong tập phim thứ 11 mang tên "Alpha Pact" trong phần 3 của loạt phim Teen Wolf của MTV.
- Bài hát "Salvation" từng xuất hiện trong đoạn quảng cáo cho mùa thứ sáu của chương trình X Factor Australia
- Bài hát "Through the Ages" xuất hiện trong bộ phim "Hắc Quản Gia" phiên bản điện ảnh do Nhật Bản sản xuất.